# Omar Rodríguez Saludes
Omar Rodriguez Saludes là nhà báo, nhà bất đồng chính kiến người Cuba. Ông đã bị chính quyền Cuba bắt trong vụ mùa Xuân đen năm 2003 và bị tuyên án 27 năm tù.
Theo vợ ông cho biết, tình trạng xà lim nhốt ông rất tồi tệ, không có ánh sáng và ông phải chịu muỗi đốt vì không có màn.